# Davis Cup

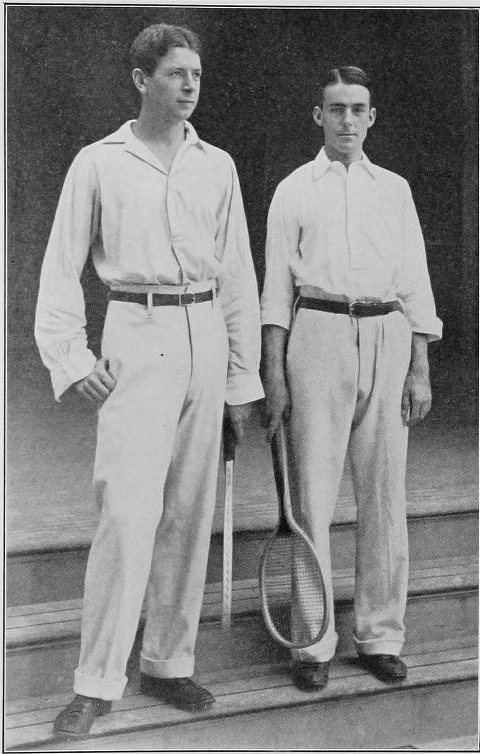
Dwight F. Davis och Holcombe Ward i International Lawn Tennis Challenge 1900, den första upplagan av Davis Cup.

Davis Cup, DC, är en internationell tennisturnering för herrlandslag. Ursprungligen kallades turneringen International Lawn Tennis Challenge, men från och med 1946 års turnering kallas den Davis Cup.
Davis Cup är världens största lagturnering inom herrtennisen och motsvaras inom damtennisen av Fed Cup. Davis Cup grundades av Dwight F. Davis och spelades första gången år 1900, då USA vann över Storbritannien i en turnering där bara dessa två lag deltog. De länder som segrat flest gånger i turneringen är USA (32) och Australien (28).
Turneringen sträckte sig tidigare över stora delar av kalenderåret, och de första matcherna spelas vanligtvis i början av februari, medan finalomgången brukade spelas i slutet av november eller början av december.

## Organisation
År 2005 deltog 134 nationer i Davis Cup, av vilka 16 lag var kvalificerade för slutspel i elitdivisionen, medan övriga lag spelade i en av de tre zonerna.
- “Elitdivisionen”, även kallad “Världsgruppen”. I denna grupp, “slutspelsgruppen”, består mötena mellan länderna av spel över tre dagar med två singlar vardera första och sista dagen (fredag och söndag) och en dubbelmatch (lördag). Matcherna spelas i bäst av fem set. Inom gruppen är åtta av lagen seedade (rangordnade) enligt beslut av DC-kommittén. De första åtta slutspelmatcherna spelas en helg i början på året, varefter segrande åtta lag möts i kvartsfinal, som spelas på sommaren. Förlorande åtta lag från matcherna i mars får spela kvalificeringsomgång mot segrarlagen från varje zon. Dessa matcher spelas på hösten i september, samtidigt som semifinalmatcherna spelas mellan de fyra kvarvarande lagen från kvartsfinalmötena. Elitdivisionens final spelades i december månad. 2001 var senaste året som december nyttjats.

- Zonspelet. De tre zonerna (den amerikanska, den euro/afrikanska och den asiatiska/ocenaniska) är var och en indelad i fyra grupper, där grupp I är den högsta. Inom grupp I och II spelas matcherna mellan länderna som i elitdivisionen, men inom grupp III och grupp IV (tillkom år 1997) sker mötena som bäst av tre matcher och bäst av tre set. Resultatet av mötena mellan länderna avgör grupptillhörigheten inom varje zon. Två lag från varje zon (fyra lag från den euro/afrikanska zonen) får spela i kvalificeringsomgången till elitdivisionen (se ovan).

## Historia
1899 skänkte den amerikanske tennisspelande studenten vid Harvard University i Massachusetts, Dwight F. Davis, en 18 kilo tung guldkantad silverskål, (“Davis Cup” som rymmer innehållet i hela 37 Champagneflaskor) som vandringspokal till en internationell tennisturnering för herrlandslag. Ända från starten var lag från hela världen välkomna att delta, men de första årens tävlingar kom att avgöras mellan USA och Storbritannien. År 1900 hölls den första tävlingen i Longwood, Boston. USA:s lag bestod av Davis själv som lagkapten och hans två studiekamrater Malcolm Whitman och Holcombe Ward, alla tre framstående spelare med tidigare titlar i Amerikanska mästerskapen. Ditresta från England kom britterna Arthur Gore (lagkapten), Herbert Roper Barrett och Ernest Black. Matchen avgjordes utomhus i extrem sommarhetta vilket sägs ha varit till nackdel för britterna, som oväntat förlorade med 3–0. Året därpå avstod britterna från att resa till USA, varför tävlingen ställdes in. 1902 reste britterna doktor Joshua Pim (under pseudonymen Mr. X) och Reginald Doherty över till USA, men förlorade också denna gång (2–3 i matcher). Britterna fick revansch 1903 med samma lag, förstärkt med Laurie Doherty, den spelstarkaste av de båda bröderna Doherty. Britterna vann med 4–1.
Från 1904 deltog flera nationer i tävlingen. Det året var fem länder anmälda, förutom de amerikanska och brittiska lagen också lag från Belgien, Frankrike och Österrike. USA drog sig dock ur tävlingen. Finalen, the Challenge Round, spelades mellan Belgien och Storbritannien i Wimbledon. Det brittiska laget vann med 5–0. Antalet deltagarländer ökade därefter årligen. Åren runt 1910 dominerade Australasien tävlingen med spelarna Norman Brookes och Anthony Wilding. Efter ett flerårigt uppehåll under det första världskriget deltog, från 1920, 24 länder i den återupptagna tävlingen. Mellan 1920 och 1926 dominerade USA med segrar genom tennisgiganterna Bill Tilden och Bill Johnston.
Sverige deltog för första gången 1925. Den match som brukar kallas “Undret i Varberg” spelades 1946 mellan Sverige och Jugoslavien. Sverige hade spelat sig fram till final i Europa-zonen och var bara en match ifrån den internationella finalen. Lennart Bergelin och Torsten Johansson utgjorde ett tvåmannalag som mirakulöst vände ett underläge med 2–0 till seger med 3–2. Sverige förlorade sedan finalen till USA med 5–0.
Fram till och med 1971 spelades turneringen som utmaningsturnering, där fjolårets segrare var direktkvalificerad till kommande års final. Tidigare spelade alla lag i samma grupp. 1923 introducerades ett “interzonsystem”, och turneringen delades upp i Amerikanska zonen och Europeiska zonen. Lag möttes inbördes i vardera zon, och de två bästa i sin zon gjorde upp i en zonfinal, där segrarna spelade interzonfinal. Segraren i interzonfinalen mötte därefter fjolårets segrare i Challenge Round (finalen).
Under perioden 1927-1932 hade Frankrike en storhetsperiod med de fyra musketörerna (Jean Borotra, Henri Cochet, Jacques Brugnon och René Lacoste) i det segrande laget. Under andra världskriget hölls inga tävlingar.
Under hela perioden 1950 till 1968 dominerade Australien Davis Cup. Under ledning av den legendariske tränaren Harry Hopman (tränare 1939-1967) vann Australien 16 gånger, varav femton från år 1950. I lagen deltog bland andra, spelare som Rod Laver, Roy Emerson, Fred Stolle och Neale Fraser.
1955 infördes Östra zonen. 1966 delades Europa in i en A-zon och en B-zon. Från och med 1972 blev segraren i interzonfinalen automatiskt mästare. 1972 tvingades USA som regerande mästare vinna fem drabbningar för att hålla fast vid pokalen. Den moderna Elitdivisionen, som saknar geografisk indelning och består av 16 lag per år, infördes 1981 och under den finns geografiskt indelade zoner. Denna World Group gjorde sin sista säsong 2018.
Systemet med Challenge Round avskaffades från 1972. Till och med 1971 skulle också det segrande laget, det vill säga titelhållaren, ansvara för organisationen av det följande årets tävling. Detta ändrades så att tävlingen sedan dess organiseras av en särskild internationell Davis Cup-kommitté under International Tennis Federation (ITF), till vilken en årlig deltagaravgift erläggs.
1975 slutsegrade Sverige för första gången. Sveriges lag, som bestod av Björn Borg, Birger Andersson och Ove Bengtson, blev det första utanför den engelsktalande världen och Frankrike som vann tävlingen.

## Politiska protester
Eftersom Davis Cup spelas mellan landslag, har protester mot ett lands regim ibland kanaliserats som protester mot landets Davis Cup-lag. Särskilt ofta har Sverige varit inblandat i dessa protestaktioner.

### Protesterna i Båstad 1968
Under turneringen 1968 spelade Sverige mot det dåvarande Rhodesia i Båstad i maj, och matchen fick på grund av demonstrationer flyttas till Bandol i Frankrike, då de svenska demonstranterna ansåg Rhodesia styras av en "vit rasistisk" regim.

### Protesterna i Båstad 1975
Under turneringen 1975 spelades en semifinal mellan Sverige och Chile i Båstad 19–21 september. Detta var två år efter Augusto Pinochets militärkupp och många ville att matchen skulle ställas in, som protest mot juntans kränkningar av de mänskliga rättigheterna, medan andra menade att sport och politik bör hållas åtskilda.
Solidaritetsorganisationen Chilekommittén tog initiativ till en bred enhetsmanifestation under parollen "Stoppa matchen!". Demonstrationen samlade runt 7000 deltagare. Hundratals ballonger med namnen på politiska fångar släpptes vid matcharenan som bevakades av 1300 poliser. Nyheterna från protesterna nådde Chile via de chilenska sportkommentatorerna på plats. En specialupplaga av Chilebulletinen spreds i 20000 exemplar.
Sveriges socialdemokratiska arbetareparti deltog inte i protesterna den 20 september. Istället arrangerade SSU den 18 september en protestmarsch som slutade på Båstads torg, där Sveriges förre statsminister Tage Erlander och Sveriges förre Chile-ambassadör Harald Edelstam talade för cirka 3000 åhörare. 
Sverige vann semifinalen mot Chile med 4–1 och senare även finalen mot Tjeckoslovakien med 3–2.

### Protesterna i Malmö 2009
Inför Davis Cup-matchen mellan Sverige och Israel 6-8 mars 2009 framfördes önskemål från vissa håll om att matchen skulle bojkottas, men Svenska tennisförbundet och det svenska Davis Cup-laget beslöt att spela matchen. Däremot bestämde sig den lokala politiska majoriteten i Malmö under ledning av Ilmar Reepalu för att matchen skulle spelas inför tomma läktare.  Detta beslut motiverades av säkerhetsskäl, med tanke på de protester mot matchen som planerades. Polisen hade dock inte bedömt läget som ohållbart från säkerhetssynpunkt. Matchen spelades i Baltiska hallen i Malmö. Reepalu ville egentligen att matchen inte skulle spelas överhuvudtaget och hävdade i en artikel i Sydsvenskan att "över 400 barn har mördats av Israels krigsmaskin [i Gazakonflikten 2008-2009]". Internationella Tennisförbundets ordförande Francesco Ricci Bitti kommenterade Malmös agerande med: "Säkerligen kommer vi inte välkomna Malmö stad att arrangera en sådan här match igen".
Under lördagen den 7 mars anordnades en fredlig demonstration med, enligt polisens uppgifter, omkring 6 000 deltagare. Demonstrationen arrangerades av Nätverket mot Israels krig och ockupation. Innan avgång hölls flera tal, av bland andra Per Gahrton (mp) och Lars Ohly (v). Väl framme vid Baltiska hallen bröt sig ett hundratal personer ut från demonstrationen och försökte ta sig in på arenan, men förhindrades av en massiv polisnärvaro; åtta personer greps och ett hundratal omhändertogs.
Efterräkningarna till matchen blev än värre än Internationella Tennisförbundet förvarnat om. Davis Cup-organisationen bötfällde Svenska tennisförbundet med 25 000 US-dollar samt krävde ytterligare 15 000 US-dollar för uteblivna biljettintäkter. Malmö bannlystes samtidigt som eventuell arrangörstad av Davis Cupmatcher för de närmsta fem åren och om Sverige återigen inte kan garantera att allmänheten ges tillträde till en match kommer man att förlora rätten att välja hemmaarena.

## Segrande nationer
| År         | Finalplats (underlag)                                                              | Segrare                                         | Finalmotståndare                                | Resultat                                        |
| ---------- | ---------------------------------------------------------------------------------- | ----------------------------------------------- | ----------------------------------------------- | ----------------------------------------------- |
| 1900       | Longwood Cricket Club (gräs) Boston, USA                                           | USA                                             | Brittiska öarna                                 | 3-0                                             |
| 1901       | Ingen turnering                                                                    | Ingen turnering                                 | Ingen turnering                                 | Ingen turnering                                 |
| 1902       | Crescent Athletic Club (gräs) Brooklyn, USA                                        | USA                                             | Brittiska öarna                                 | 3-2                                             |
| 1903       | Longwood Cricket Club (gräs) Boston, USA                                           | Brittiska öarna                                 | USA                                             | 4-1                                             |
| 1904       | Warple Road (gräs) London, Storbritannien                                          | Brittiska öarna                                 | Belgien                                         | 5-0                                             |
| 1905       | Queen's Club (gräs) London, Storbritannien                                         | Brittiska öarna                                 | USA                                             | 5-0                                             |
| 1906       | Warple Road (gräs) London, Storbritannien                                          | Brittiska öarna                                 | USA                                             | 5-0                                             |
| 1907       | Warple Road (gräs) London, Storbritannien                                          | Australasien                                    | Brittiska öarna                                 | 3-2                                             |
| 1908       | Albert Ground (gräs) Melbourne, Australien                                         | Australasien                                    | USA                                             | 4-1                                             |
| 1909       | Double Bay Grounds (gräs) Sydney, Australien                                       | Australasien                                    | USA                                             | 5-0                                             |
| 1910       | Ingen turnering                                                                    | Ingen turnering                                 | Ingen turnering                                 | Ingen turnering                                 |
| 1911       | Hagley Park (gräs) Christchurch, Nya Zeeland                                       | Australasien                                    | USA                                             | 4-0                                             |
| 1912       | Albert Ground (gräs) Melbourne, Australien                                         | Brittiska öarna                                 | Australasien                                    | 3-2                                             |
| 1913       | Worple Road (gräs) London, Storbritannien                                          | USA                                             | Storbritannien                                  | 3-2                                             |
| 1914       | West Side Tennis Club (gräs) New York, USA                                         | Australasien                                    | USA                                             | 3-2                                             |
| 1915- 1918 | Ingen turnering på grund av första världskriget                                    | Ingen turnering på grund av första världskriget | Ingen turnering på grund av första världskriget | Ingen turnering på grund av första världskriget |
| 1919       | Double Bay Grounds (gräs) Sydney, Australien                                       | Australasien                                    | Storbritannien                                  | 4-1                                             |
| 1920       | Domain Cricket Club (gräs) Auckland, Nya Zeeland                                   | USA                                             | Australasien                                    | 5-0                                             |
| 1921       | West Side Tennis Club (gräs) New York, USA                                         | USA                                             | Japan                                           | 5-0                                             |
| 1922       | West Side Tennis Club (gräs) New York, USA                                         | USA                                             | Australasien                                    | 4-1                                             |
| 1923       | West Side Tennis Club (gräs) New York, USA                                         | USA                                             | Australien                                      | 4-1                                             |
| 1924       | Germantown Cricket Club (gräs) Philadelphia, USA                                   | USA                                             | Australien                                      | 5-0                                             |
| 1925       | Germantown Cricket Club (gräs) Philadelphia, USA                                   | USA                                             | Frankrike                                       | 5-0                                             |
| 1926       | Germantown Cricket Club (gräs) Philadelphia, USA                                   | USA                                             | Frankrike                                       | 4-1                                             |
| 1927       | Germantown Cricket Club (gräs) Philadelphia, USA                                   | Frankrike                                       | USA                                             | 3-2                                             |
| 1928       | Stade Roland Garros (grus) Paris, Frankrike                                        | Frankrike                                       | USA                                             | 4-1                                             |
| 1929       | Stade Roland Garros (grus) Paris, Frankrike                                        | Frankrike                                       | USA                                             | 3-2                                             |
| 1930       | Stade Roland Garros (grus) Paris, Frankrike                                        | Frankrike                                       | USA                                             | 4-1                                             |
| 1931       | Stade Roland Garros (grus) Paris, Frankrike                                        | Frankrike                                       | Storbritannien                                  | 3-2                                             |
| 1932       | Stade Roland Garros (grus) Paris, Frankrike                                        | Frankrike                                       | USA                                             | 3-2                                             |
| 1933       | Stade Roland Garros (grus) Paris, Frankrike                                        | Storbritannien                                  | Frankrike                                       | 3-2                                             |
| 1934       | Centre Court, Wimbledon (gräs) London, Storbritannien                              | Storbritannien                                  | USA                                             | 4-1                                             |
| 1935       | Centre Court, Wimbledon (gräs) London, Storbritannien                              | Storbritannien                                  | USA                                             | 5-0                                             |
| 1936       | Centre Court, Wimbledon (gräs) London, Storbritannien                              | Storbritannien                                  | Australien                                      | 3-2                                             |
| 1937       | Centre Court, Wimbledon (gräs) London, Storbritannien                              | USA                                             | Storbritannien                                  | 4-1                                             |
| 1938       | Germantown Cricket Club (gräs) Philadelphia, USA                                   | USA                                             | Australien                                      | 3-2                                             |
| 1939       | Merion Cricket Club (gräs) Haverford, USA                                          | Australien                                      | USA                                             | 3-2                                             |
| 1940- 1945 | Ingen turnering på grund av andra världskriget                                     | Ingen turnering på grund av andra världskriget  | Ingen turnering på grund av andra världskriget  | Ingen turnering på grund av andra världskriget  |
| 1946       | Kooyong Stadium (gräs) Melbourne, Australien                                       | USA                                             | Australien                                      | 5-0                                             |
| 1947       | West Side Tennis Club (gräs) New York, USA                                         | USA                                             | Australien                                      | 4-1                                             |
| 1948       | West Side Tennis Club (gräs) New York, USA                                         | USA                                             | Australien                                      | 5-0                                             |
| 1949       | West Side Tennis Club (gräs) New York, USA                                         | USA                                             | Australien                                      | 4-1                                             |
| 1950       | West Side Tennis Club (gräs) New York, USA                                         | Australien                                      | USA                                             | 4-1                                             |
| 1951       | White City Stadium (gräs) Sydney, Australien                                       | Australien                                      | USA                                             | 3-2                                             |
| 1952       | Memorial Drive Tennis Centre (gräs) Adelaide, Australien                           | Australien                                      | USA                                             | 4-1                                             |
| 1953       | Kooyong Stadium (gräs) Melbourne, Australien                                       | Australien                                      | USA                                             | 3-2                                             |
| 1954       | White City Stadium (gräs) Sydney, Australien                                       | USA                                             | Australien                                      | 3-2                                             |
| 1955       | West Side Tennis Club (gräs) New York, USA                                         | Australien                                      | USA                                             | 5-0                                             |
| 1956       | Memorial Drive Tennis Centre (gräs) Adelaide, Australien                           | Australien                                      | USA                                             | 5-0                                             |
| 1957       | Kooyong Stadium (gräs) Melbourne, Australien                                       | Australien                                      | USA                                             | 3-2                                             |
| 1958       | Milton Courts (gräs) Brisbane, Australien                                          | USA                                             | Australien                                      | 3-2                                             |
| 1959       | West Side Tennis Club (gräs) New York, USA                                         | Australien                                      | USA                                             | 3-2                                             |
| 1960       | White City Stadium (gräs) Sydney, Australien                                       | Australien                                      | Italien                                         | 4-1                                             |
| 1961       | Kooyong Stadium (gräs) Melbourne, Australien                                       | Australien                                      | Italien                                         | 5-0                                             |
| 1962       | Milton Courts (gräs) Brisbane, Australien                                          | Australien                                      | Mexiko                                          | 5-0                                             |
| 1963       | Memorial Drive Tennis Centre (gräs) Adelaide, dcf                                  | USA                                             | Australien                                      | 3-2                                             |
| 1964       | Harold Clark Courts (grus) Cleveland, USA                                          | Australien                                      | USA                                             | 3-2                                             |
| 1965       | White City Stadium (gräs) Sydney, Australien                                       | Australien                                      | Spanien                                         | 4-1                                             |
| 1966       | Kooyong Stadium (gräs) Melbourne, Australien                                       | Australien                                      | Indien                                          | 4-1                                             |
| 1967       | Milton Courts (gräs) Brisbane, Australien                                          | Australien                                      | Spanien                                         | 4-1                                             |
| 1968       | Memorial Drive Tennis Centre (gräs) Adelaide, Australien                           | USA                                             | Australien                                      | 4-1                                             |
| 1969       | Harold Clark Courts (hardcourt) Cleveland, USA                                     | USA                                             | Rumänien                                        | 5-0                                             |
| 1970       | Harold Clark Courts (hardcourt) Cleveland, USA                                     | USA                                             | Västtyskland                                    | 5-0                                             |
| 1971       | Olde Providence Racquet Club (grus) Charlotte, USA                                 | USA                                             | Rumänien                                        | 3-2                                             |
| 1972       | Club Sportiv Progresul (grus) Bukarest, Rumänien                                   | USA                                             | Rumänien                                        | 3-2                                             |
| 1973       | Public Auditorium (matta, inomhus) Cleveland, USA                                  | Australien                                      | USA                                             | 5-0                                             |
| 1974       |                                                                                    | Sydafrika                                       | Indien                                          | w.o.                                            |
| 1975       | Kungliga Tennishallen (matta, inomhus) Stockholm, Sverige                          | Sverige                                         | Tjeckoslovakien                                 | 3-2                                             |
| 1976       | Estadio Nacional (grus) Santiago, Chile                                            | Italien                                         | Chile                                           | 4-1                                             |
| 1977       | White City Stadium (gräs) Sydney, Australien                                       | Australien                                      | Italien                                         | 3-1                                             |
| 1978       | Mission Hills CC (hardcourt) Rancho Mirage, USA                                    | USA                                             | Storbritannien                                  | 4-1                                             |
| 1979       | Civic Auditorium (matta, inomhus) San Francisco, USA                               | USA                                             | Italien                                         | 5-0                                             |
| 1980       | Malá Sportovní Hall (matta, inomhus) Prag, Tjeckoslovakien                         | Tjeckoslovakien                                 | Italien                                         | 4-1                                             |
| 1981       | Riverfront Coliseum (matta, inomhus) Cincinnati, USA                               | USA                                             | Argentina                                       | 3-1                                             |
| 1982       | Palais des Sports (grus, inomhus) Paris, Frankrike                                 | USA                                             | Frankrike                                       | 4-1                                             |
| 1983       | Kooyong Stadium (gräs) Melbourne, Australien                                       | Australien                                      | Sverige                                         | 3-2                                             |
| 1984       | Scandinavium (rött grus; lawnit, inomhus) Göteborg, Sverige                        | Sverige                                         | USA                                             | 4-1                                             |
| 1985       | Olympiahalle (matta; DLW Ro 840, inomhus) München, Tyskland                        | Sverige                                         | Västtyskland                                    | 3-2                                             |
| 1986       | Kooyong Stadium (gräs) Melbourne, Australien                                       | Australien                                      | Sverige                                         | 3-2                                             |
| 1987       | Scandinavium (grus, inomhus) Göteborg, Sverige                                     | Sverige                                         | Indien                                          | 5-0                                             |
| 1988       | Scandinavium (grus, inomhus) Göteborg, Sverige                                     | Västtyskland                                    | Sverige                                         | 4-1                                             |
| 1989       | Schleyerhalle (matta; pegulan, inomhus) Stuttgart, Västtyskland                    | Västtyskland                                    | Sverige                                         | 4-1                                             |
| 1990       | Suncoast Dome (grus, inomhus) Saint Petersburg, USA                                | USA                                             | Australien                                      | 3-2                                             |
| 1991       | Palais des Sports de Gerland (matta, inomhus) Lyon, Frankrike                      | Frankrike                                       | USA                                             | 3-2                                             |
| 1992       | Tarrant County Center (hardcourt, inomhus) Fort Worth, USA                         | USA                                             | Schweiz                                         | 3-1                                             |
| 1993       | Exhibition Hall (grus, inomhus) Düsseldorf, Tyskland                               | Tyskland                                        | Australien                                      | 4-1                                             |
| 1994       | Olimpijskij (matta, inomhus) Moskva, Ryssland                                      | Sverige                                         | Ryssland                                        | 4-1                                             |
| 1995       | Olimpijskij (grus, inomhus) Moskva, Ryssland                                       | USA                                             | Ryssland                                        | 3-2                                             |
| 1996       | Malmömässan (hardcourt, inomhus) Malmö, Sverige                                    | Frankrike                                       | Sverige                                         | 3-2                                             |
| 1997       | Scandinavium (carpet; taraflex, inomhus) Göteborg, Sverige                         | Sverige                                         | USA                                             | 5-0                                             |
| 1998       | Fila Forum (grus, inomhus) Milano, Italien                                         | Sverige                                         | Italien                                         | 4-1                                             |
| 1999       | Acropolis Exhibition Hall (grus, inomhus) Nice, Frankrike                          | Australien                                      | Frankrike                                       | 3-2                                             |
| 2000       | Palau Sant Jordi (grus, inomhus) Barcelona, Spanien                                | Spanien                                         | Australien                                      | 3–1                                             |
| 2001       | Rod Laver Arena (gräs) Melbourne Australien                                        | Frankrike                                       | Australien                                      | 3–2                                             |
| 2002       | Palais omnisports (grus, inomhus) Paris, Frankrike                                 | Ryssland                                        | Frankrike                                       | 3–2                                             |
| 2003       | Rod Laver Arena (gräs) Melbourne Australien                                        | Australien                                      | Spanien                                         | 3–1                                             |
| 2004       | Estadio Olímpico (grus, inomhus) Sevilla, Spanien                                  | Spanien                                         | USA                                             | 3–2                                             |
| 2005       | Sibamac Arena (hardcourt, inomhus) Bratislava, Slovakien                           | Kroatien                                        | Slovakien                                       | 3–2                                             |
| 2006       | Olimpijskij (hardcourt, inomhus) Moskva, Ryssland                                  | Ryssland                                        | Argentina                                       | 3–2                                             |
| 2007       | Memorial Coliseum (hardcourt, inomhus) Portland, USA                               | USA                                             | Ryssland                                        | 4–1                                             |
| 2008       | Estadio Polideportivo (hardcourt, inomhus) Mar del Plata, Argentina                | Spanien                                         | Argentina                                       | 3–1                                             |
| 2009       | Palau Sant Jordi (grus, inomhus) Barcelona, Spanien                                | Spanien                                         | Tjeckien                                        | 5–0                                             |
| 2010       | Beogradska arena (hardcourt, inomhus) Belgrad, Serbien                             | Serbien                                         | Frankrike                                       | 3–2                                             |
| 2011       | La Cartuja (grus, inomhus) Sevilla, Spanien                                        | Spanien                                         | Argentina                                       | 3–1                                             |
| 2012       | O2 Arena (hård; Novacrylic Ultracushion, inomhus) Prag, Tjeckien                   | Tjeckien                                        | Spanien                                         | 3–2                                             |
| 2013       | Beogradska arena (hardcourt; RuKortHard Tournament MF, inomhus) Belgrad, Serbien   | Tjeckien                                        | Serbien                                         | 3–2                                             |
| 2014       | Stade Pierre-Mauroy (grus, inomhus) Lille, Frankrike                               | Schweiz                                         | Frankrike                                       | 3–1                                             |
| 2015       | Flanders Expo (grus, inomhus) Gent, Belgien                                        | Storbritannien                                  | Belgien                                         | 3–1                                             |
| 2016       | Arena Zagreb (hardcourt, inomhus) Zagreb, Kroatien                                 | Argentina                                       | Kroatien                                        | 3–2                                             |
| 2017       | Stade Pierre-Mauroy (hardcourt, inomhus) Lille, Frankrike                          | Frankrike                                       | Belgien                                         | 3–2                                             |
| 2018       | Stade Pierre-Mauroy (rött grus, inomhus) Lille, Frankrike                          | Kroatien                                        | Frankrike                                       | 3–1                                             |
| 2019       | Caja Magica (hardcourt, inomhus) Madrid, Spanien                                   | Spanien                                         | Kanada                                          | 2–0                                             |
| 2020       | Ingen turnering på grund av covid-19-pandemin                                      | Ingen turnering på grund av covid-19-pandemin   | Ingen turnering på grund av covid-19-pandemin   | Ingen turnering på grund av covid-19-pandemin   |
| 2021       | Madrid arena (hardcourt, inomhus) Madrid, Spanien                                  | Ryska tennisförbundet                           | Kroatien                                        | 2–0                                             |
| 2022       | Palacio de Deportes José María Martín Carpena (hardcourt, inomhus) Málaga, Spanien | Kanada                                          | Australien                                      | 2–0                                             |
| 2023       | Palacio de Deportes José María Martín Carpena (hardcourt, inomhus) Málaga, Spanien | Italien                                         | Australien                                      | 2–0                                             |
| 2024       | Palacio de Deportes José María Martín Carpena (hardcourt, inomhus) Málaga, Spanien | Italien                                         | Nederländerna                                   | 2–0                                             |

## Anmärkningslista
1. ↑  Ryssland tilläts inte spela på hemmaplan eller under sin egen flagga på grund av anklagelser om statsdoping.